# Carlos Palomino
Carlos Palomino (* 10. August 1949 in San Luis Río Colorado, Sonora, Mexiko) ist ein ehemaliger mexikanischer Boxer. Er war von 1976 bis 1979 WBC-Weltmeister und konnte diesen Titel insgesamt siebenmal verteidigen. 
Im Jahre 1989 fand er Aufnahme in die World Boxing Hall of Fame und im Jahre 2004 in die International Boxing Hall of Fame.